# Antonio Rinaldi
Antonio Rinaldi (1710-Roma, 10 de abril de 1794) fue un arquitecto italiano del siglo XVIII, alumno de Luigi Vanvitelli, que trabajó principalmente en Rusia a partir de 1751. Fue arquitecto de la Corte Imperial desde 1754 a 1784.

## Biografía

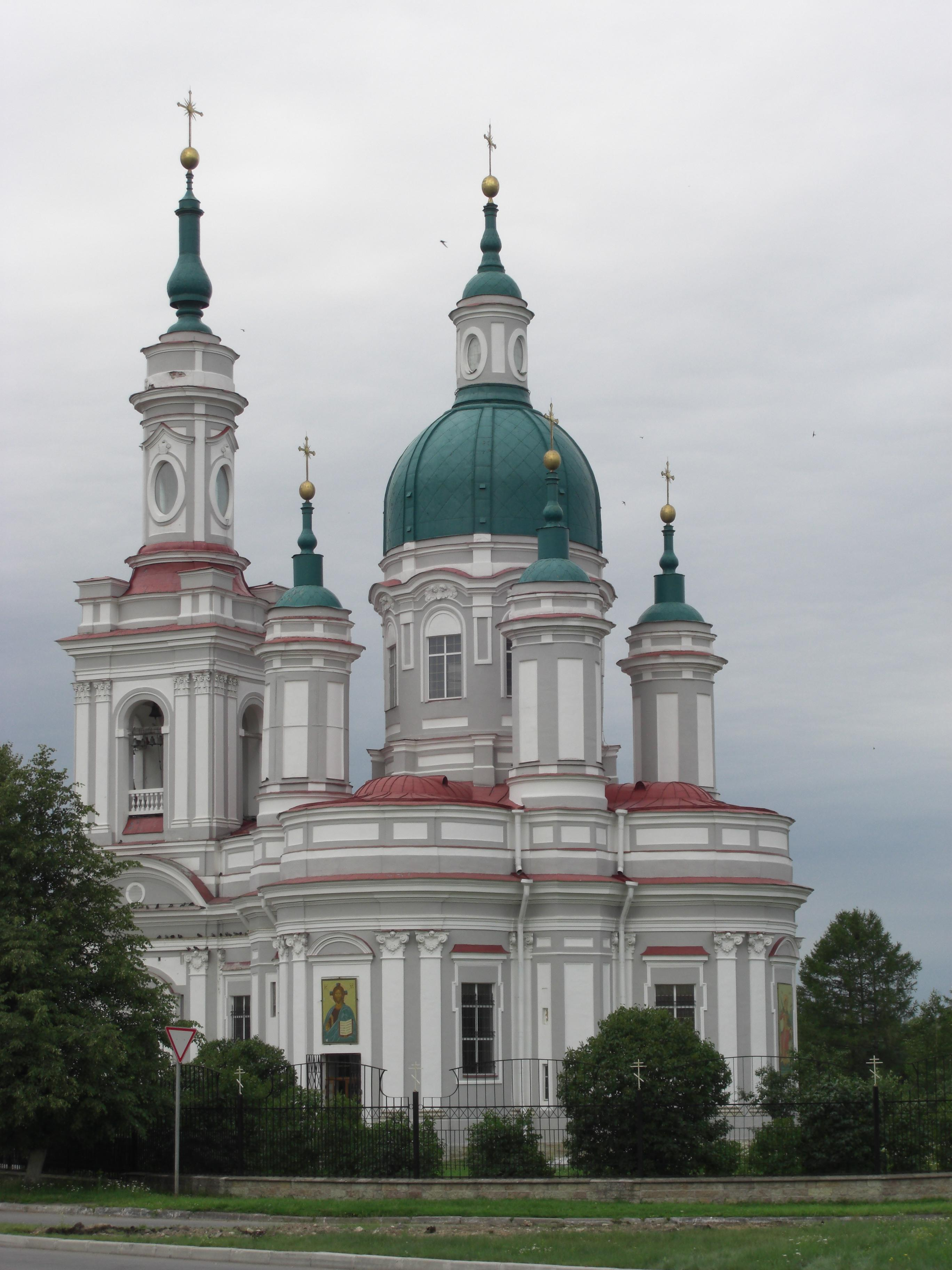
La catedral de Santa Catherine Yamburg (actualmente Kingisepp), cerca de San Petersburgo, construida por Antonio Rinaldi, de 1764 a 1782 en estilo barroco tardío.

Fue a instancias del conde Cirilo Razoumovski (1728-1803), hermano del conde Alekséi Razumovski, él mismo uno de los favoritos de la emperatriz Isabel Petrovna, por lo que Antonio Rinaldi llegó a Rusia para decorar las residencias del conde. De esa fecha data la construcción de la Catedral de la Resurrección en Potchep cerca de Briansk y la Catedral de Santa Catalina de Jamburg (actualmente Kingisepp). Rinaldi adaptó el estilo barroco italiano a las exigencias de la Iglesia ortodoxa rusa, con sus cúpulas características.
Construyó el castillo del conde Vorontsov Novoznamenka y en 1754 se convirtió en el arquitecto de la Corte.
Fue el arquitecto de Oranienbaum el palacio de Pedro III (1758-1760), del palacio Chino (1762-1768) y de la Ópera y el pabellón de Hielo (1762-1774).
Desde 1770, estuvo al servicio del conde Orlov, favorito de Catalina la Grande y evolucionó hacia el estilo neoclásico. Construyó el magnífico palacio de Mármol en la orilla del río Neva en San Petersburgo y el inmenso palacio Gátchina, que pasó a ser propiedad de la Pablo I a la muerte del conde Orlov. También diseñó el proyecto de la «puerta de Orlov», el obelisco de Kagoul en el parque del palacio de Catalina, y la columna Tchesmé en Tsarskoe Selo. Terminó también la construcción (iniciada por Vallin de La Mothe) de la iglesia católica de Santa Catalina, en la perspectiva Nevsky.
Los últimos trabajos de Rinaldi se caracterizan por un decorado interior rococó y las fachadas en estilo neoclásico (conocido en ruso, como Imperio). diseñó los planos de la antigua catedral de San Isaac, hoy día demolida y reemplazada por la actual catedral, construida por Montferrand, así como los de la catedral de San Vladimir.
En 1783 construyó el primer teatro Bolshoi Kamenny hoy demolido y que albergó la compañía de Ballet Imperial y el elenco de la Ópera Imperial.
En 1784, Rinaldi dimitió de su cargo para acabar sus días en Italia.

## Obras
- Palacio de Mármol, San Petersburgo
- Teatro Bolshói Kamenny (1783)